# Ingo Seibert
Ingo Seibert (* 9. August 1972 in München) ist ein ehemaliger deutscher American-Football-Spieler, Bobsportler und Leichtathlet.

## Laufbahn

### Leichtathletik
Seibert, Sohn des Sportwissenschaftlers Wolfgang Seibert, betrieb Leichtathletik und gewann 1987 sowie 1988 jeweils den Nachwuchswettbewerb DLV-Cup in der Disziplin Stabhochsprung. Mit 15 Jahren übersprang er 4,60 Meter. Zudem betrieb er Zehnkampf. Im Juni 2003 stellte der für die LG München startende Sportler im Dreisprung mit 14,75 Metern eine persönliche Bestmarke auf, die lediglich zwei Zentimeter unter dem bayerischen Landesrekord lag. 2004 wechselte er zu LG Domspitzmilch.

### American Football
Der als Runningback eingesetzte Seibert wurde 1993 mit den Munich Cowboys deutscher Meister. Von 1995 bis 1998 zählte er zum Kader von Frankfurt Galaxy in der World League of American Football, später NFL Europe. 1995 sicherte er sich mit Frankfurt den Sieg im World Bowl, 1996 wurde Seibert als bester einheimischer Spieler der World League ausgezeichnet.
Seibert war ebenfalls Mitglied der deutschen Footballnationalmannschaft und errang mit der Auswahl 1993 den dritten Platz bei der Europameisterschaft.
Später wurde er beim Internetsender DAZN als Kommentator von American-Football-Spielen tätig.

### Bobsport
Als Anschieber im Bobsport wurde Seibert, der Sportwissenschaft studierte, 1996 Juniorenweltmeister, holte Siege im Europacup und erreichte 1994 den dritten Weltcup-Platz.

### Fitnesstrainer
Im November 2012 trat er bei den Fußballprofis des TSV München 1860 das Amt des Fitnesstrainers an. Er betreute als Fitness- und Konditionstrainer auch Sportler wie Maria Höfl-Riesch, Viktoria Rebensburg, Christian Blum und Susi Erdmann. Von 2001 bis 2006 war er an der Technischen Universität München als Dozent im Fach Leichtathletik tätig.